# Viens danser... sur la lune !
Ne doit pas être confondu avec Dancing on the Moon (en)
Viens danser... sur la lune ! (titre anglophone : Dancing on the Moon) est un film d'animation tchéco-canadien réalisé par Kit Hood, sorti en 1997. 
Ce film fait partie de la série de 24 films pour la jeunesse Contes pour tous produits par le producteur québécois Rock Demers avec sa compagnie Les Productions La Fête.

## Synopsis
Madeline entrevoit l'été qui arrive avec Bonheur. L'école se termine dans quelques jours. À elle les après-midi à flâner avec Claudie et Sara, ses deux meilleures amies. Puis il y a sa grande sœur  Anne qui quitte la maison. Madeline a enfin une chambre à elle toute seule. Freddy, un ardent admirateur, ne la lâche pas d'une semelle, un vrai fléau.En plus, voilà que l'exuberante tante Ruth débarque à la maison, après douze ans d'absence, et s'installe dans la chambre de Madeline ! Dès lors, Freddy et Ruth seront les deux préoccupations de Madeline, Comment s'en débarrasser ? Et, surtout, quelle est l'histoire de cette excentrique et si mystérieuse tante Ruth?

## Fiche technique
- Titre : Viens danser... sur la lune !
- Titre anglophone : Dancing on the Moon
- Réalisation : Kit Hood
- Photographie : Michel Caron
- Montage : Glenn Berman
- Musique : Milan Kymlicka
- Scénario : Jacqui Manning-Albert, Kevin Tierney, d'après le roman de Jacqui Manning-Albert
- Producteur : Rock Demers
- Société de production: Les Productions La Fête
- Pays d'origine :  Canada |  République tchèque
- Format : Couleur
- Genre : Film dramatique
- Durée : 87 minutes (1 h 27)
- Dates de sortie : 
  -  Belgique : septembre 1997 (Festival international du film francophone de Namur)
  -  États-Unis : 2 octobre 1997 (Mill Valley Film Festival)
  -  Canada : 23 février 1998

## Distribution
- Natalie Vansier : Maddie Morriset
- Michael Yarmush : Freddy Green
- Elisha Cuthbert : Sarah
- Martine Badgley : Claudie
- Joanne Côté : Émilie Morriset
- Serge Houde : Joseph Morriset
- Kim Yaroshevskaya : la grand-mère
- Noel Burton : M. Gendron
- Peter Farbridge : le révérend Wingham
- Jason Yearow : Tim Morrisset
- Catlin Foster : Samie Morrisset
- Kathleen McAuliffe : Sœur Oriana
- Melissa Galianos : Anne Morrisset
- Todd Sandler : Jean
- Sean Hayes : un jeune garçon